# Lago Blanco
Lago Blanco est une localité rurale argentine située dans le département de Río Senguer, dans la province de Chubut.

## Géographie
Petite localité du sud-ouest de la province de Chubut, située juste à la frontière avec Santa Cruz, avec très peu d'habitants, guère plus de 200, située dans la vallée de Huemules, à côté du lac homonyme. Steinfeld et Botello étaient des employés et des collaborateurs de l'expert Francisco Moreno, qui leur a confié l'exploration de la région dans le cadre de ses expéditions vers le sud. C'est donc Steinfeld qui a nommé le lac et l'endroit, mais il faudra attendre 8 ans pour que Julio Koslowsky devienne le premier habitant de la localité de Lago Blanco.
Elle est située sur la route provinciale 55, à quelques kilomètres de la frontière avec la province de Santa Cruz, et à une distance moyenne du Paso Internacional Huemules, avec le Chili.

## Démographie
La localité compte 194 habitants (Indec, 2010), ce qui représente un déclin de 17 % par rapport au précédent recensement de 2001 qui comptait 234 habitants.